# Raimund Becker
Raimund Becker (* 23. Januar 1959 in Neunkirchen/Saar) ist ein deutscher Jurist. Von 2004 bis 2019 war er Mitglied des Vorstands der Bundesagentur für Arbeit (BA) in Nürnberg.

## Leben und Werk
Raimund Becker absolvierte von 1979 bis 1984 ein Studium der Rechtswissenschaften an der Universität des Saarlandes. Nach dem ersten Staatsexamen war er von 1984 bis 1987 im Rechtsreferendariat tätig und durchlief zur gleichen Zeit ein Ergänzungsstudium am Europa-Institut. Becker wurde als Nachwuchskraft für den höheren Dienst am Landesarbeitsamt Rheinland-Pfalz-Saarland eingestellt. Er wurde 1989 Leiter der Abteilung Arbeitsvermittlung und Arbeitsberatung am Arbeitsamt Bad Kreuznach. In der Zeit von 1991 bis 2003 war er als Leiter verschiedener Bereiche am Landesarbeitsamt Rheinland-Pfalz-Saarland tätig.
Im Jahr 2003 wechselte Raimund Becker zur Hauptstelle der Bundesanstalt für Arbeit, wo er die Position des Geschäftsbereichsleiter Geldleistungen, Sozialversicherung, Recht, Ordnung übernahm. Er wurde im Januar 2004 Zentralbereichsleiter Personal an der Zentrale der Bundesagentur für Arbeit. Nachdem im gleichen Monat dem damaligen Vorsitzenden des Vorstands der BA, Florian Gerster, vom Verwaltungsrat der BA das Misstrauen ausgesprochen worden war, rückte Raimund Becker Anfang 2004 auf den Posten des Finanzvorstands nach, den zuvor Frank-Jürgen Weise innehatte und der seinerseits zum Vorstandsvorsitzenden aufstieg. Dort war er bis 2006 neben dem Finanzbereich der BA für Controlling und Personal zuständig. Nach einer Umorganisation der Zentrale der Bundesagentur für Arbeit war Becker als Vorstandsmitglied für den gesamten Bereich des Dritten Buches Sozialgesetzbuch sowie die IT der Bundesagentur der Arbeit verantwortlich. Ab Juni 2014 war Becker Vorstand Regionen. Im März 2019 schied er aus familiären Gründen aus seinem Amt.
Raimund Becker ist verheiratet und hat ein Kind.